# Protaetia formosana
Protaetia formosana är en skalbaggsart som beskrevs av Moser 1910. Protaetia formosana ingår i släktet Protaetia och familjen Cetoniidae. Utöver nominatformen finns också underarten P. f. nozatoi.